# Slaget vid Cēsis
Slaget vid Cēsis (Lettiska: Cēsu kaujas; Estniska: Võnnu lahing Slaget vid Võnnu; tyska: Schlacht von Wenden, Slaget vid Wenden) utkämpades nära Cēsis, Lettland, mellan baltiska frihetsstyrkor och tyska Landeswehr i juni 1919. Slaget var en del av Estniska frihetskriget och Lettiska frihetskriget. Efter hårda strider stoppades de tyska attackerna och en fullständig motattack genomfördes som visade sig vara lyckosam för balterna.

## Bakgrund
Lettland hade utropat självständighet från Ryssland 1918, men var oförmögna att stoppa den avancerande Röda armén, vilket resulterade i förlusten av Riga. Dock stoppades de lettiska röda skyttarna av en tysk armé under Rüdiger von der Goltz. Den tyska styrkan bestod av baltiska Landeswehr, frikårens järndivision och diverse reservtrupper. De lettiska trupperna som var lojala mot det tillfälliga Baltiska Hertigdömet sattes under Baltische Landeswehr. 16 april 1919 störtade tyskarna den lettiska regeringen under Kārlis Ulmanis, och installerade en marionettregering ledd av Andrievs Niedra. Trots detta förblev den lettiska brigaden under Jānis Balodis lojal mot tyskarna.
Efter återerövrandet av Riga rörde sig den tyska armén norrut. Samtidigt hade den estniska tredje divisionen tryckt tillbaka bolsjevikerna ut ur södra Estland och marscherade nu söderut mot Lettland. Estland stödde fortfarande Ulmanis regering. 5 juni påbörjades striderna med att Landeswehr erövrade Cēsis. 10 juni påbörjades samtal med stöd av Ententen och vapenstillestånd deklarerades. Men samtalen misslyckades och 19 juni återupptogs striderna igen.

## Slaget

Tyska Landeswehr
Röda armén (Bolsjeviker)
Lettiska armén
Estniska armén

19 juni återupptogs striderna med att järndivisionen anföll estniska ställningar nära Limbaži Vid samma tillfälle förfogade den estniska 3:e divisionen, inkluderat 2:a lettiska regementet under överste Krišjānis Berķis, över 5 990 infanterister och 125 kavallerister. Den tyska styrkan förfogade över 5 500 - 6 300 infanterister, 500-600 kavallerister och hade ett stort övertag med artilleri. De tyska styrkorna nådde viss framgång vid Limbaži, men trycktes snart tillbaka. Det tyska Landeswehrs huvudsakliga anfall startade 21 juni. Tyskarna bröt igenom de lettiska ställningarna vid floden Rauna. Situationen blev kritisk för de estniska styrkorna, men det tyska anfallet stoppades av tre estniska pansartåg och estniska partisaner.
Tyskarnas anfall fortsatte på flera delar av fronten, samtidigt fick estländarna fler förstärkningar. Efter att man stoppat det sista tyska anfallet påbörjade estländarna en fullständigt motattack 23 juni, vilket resulterade i återerövringen av Cēsis. De tyska trupperna drog sig tillbaka till Riga.

## Slagets följder
Slaget vid Cēsis var en avgörande seger för de estniska trupperna i kriget mot de tyska trupperna. Den 3:e estniska divisionen fortsatte med sitt anfall mot Riga, och den 3 juli var de estniska trupperna vid stadens utkanter. Estland, Lettland och det baltiska hertigdömet signerade Fördraget vid Strazdumuiža på uppmaning av Ententen. Fördraget återupprättade Ulmanis regering i Riga. De tyska styrkorna beordrades lämna Lettland, och det balttyska Landeswehr sattes under lettiskt befäl för att strida mot röda armén. Trots fördraget stannade många tyskar och valde att strida för Västryska frivillighetsarmén som slogs i det estniska och lettiska frihetskriget, vilket pågick till december 1919.
Estland firar årsdagen av slaget som en nationell helgdag 23 juni.